# Луї Широн
Луї Широн (фр. Louis Alexandre Chiron; 3 серпня 1899, Монако — 22 червня 1979, Монте-Карло) — один з найвідоміших автогонщиків довоєнного часу, званий «Старий Лис».

## Біографія
Зацікавився автомобілями з молодих років. Під час Першої світової війни служив в артилерії, а після її завершення був особистим водієм маршалів Фердинанда Фоша, Філіппа Петена. Це дозволило купити власний автомобіль Bugatti, на якому Широн 1926 почав брати участь у 1927—1928 роках у рівнинних і гірських гонках. Був задіяний в організації Гран-прі Монако 1929. Це дозволило завести нові знайовства і виступати за команду Alfa Romeo. На межі 1920-1930-х рр. був одним з найуспішніших гонщиків, вигравши Гран-Прі Італії, Риму, Марни (1928), Бельгії (1930), Монако, Франції, Чехословаччини (1931), Іспанії (1933), Франції (1934). Виступаючи за команду Mercedes-Benz на Гран-Прі Франції, Німеччини 1936, не закінчив обох гонок і ненадовго покинув автоспорт. Був відомий у Німеччині завдяки дружбі з Рудольфом Караччіолою. Повернувся до автоспорту у команді Talbot.

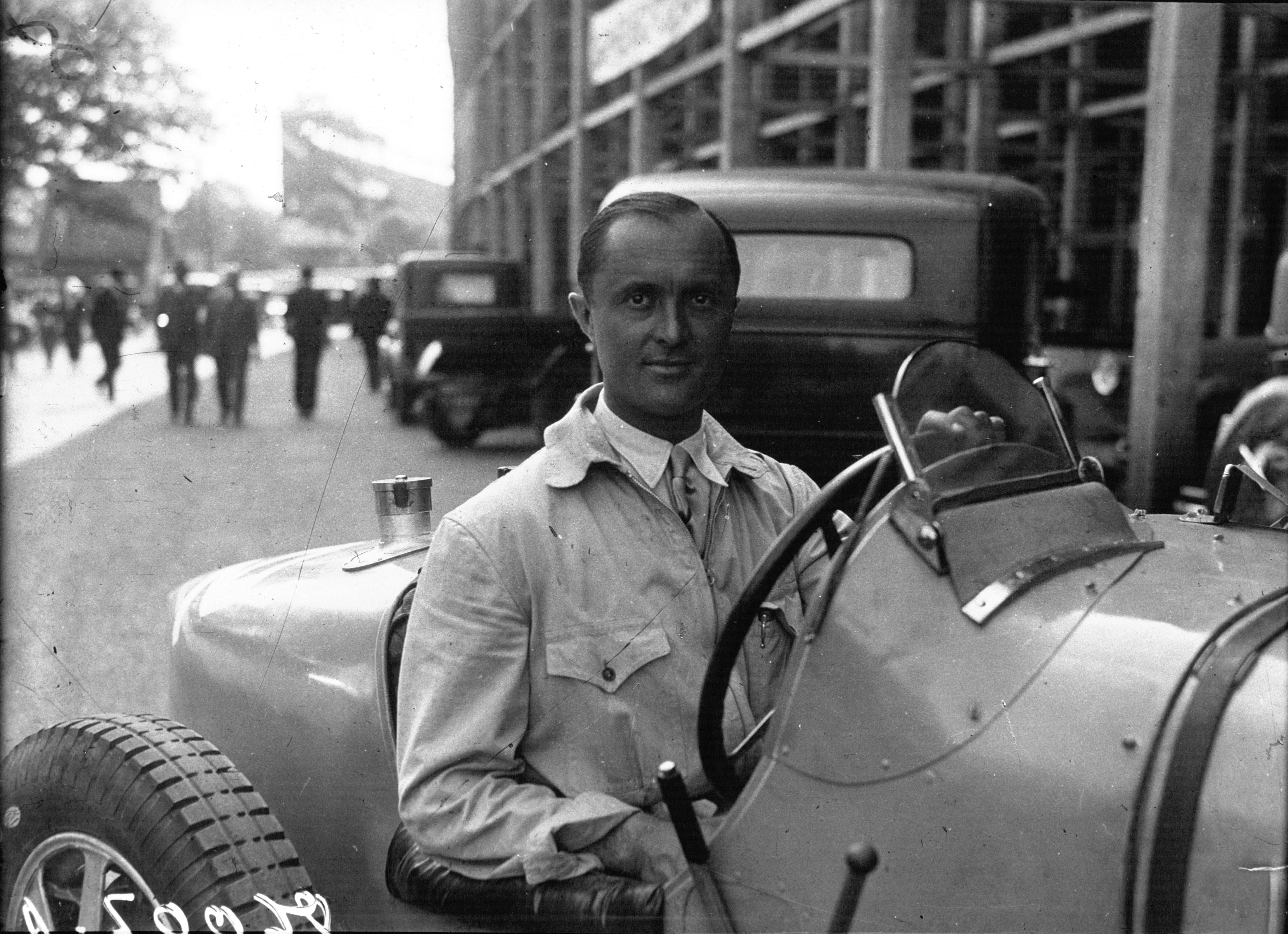
Луї Широн. Гран-Прі Франції. 1931

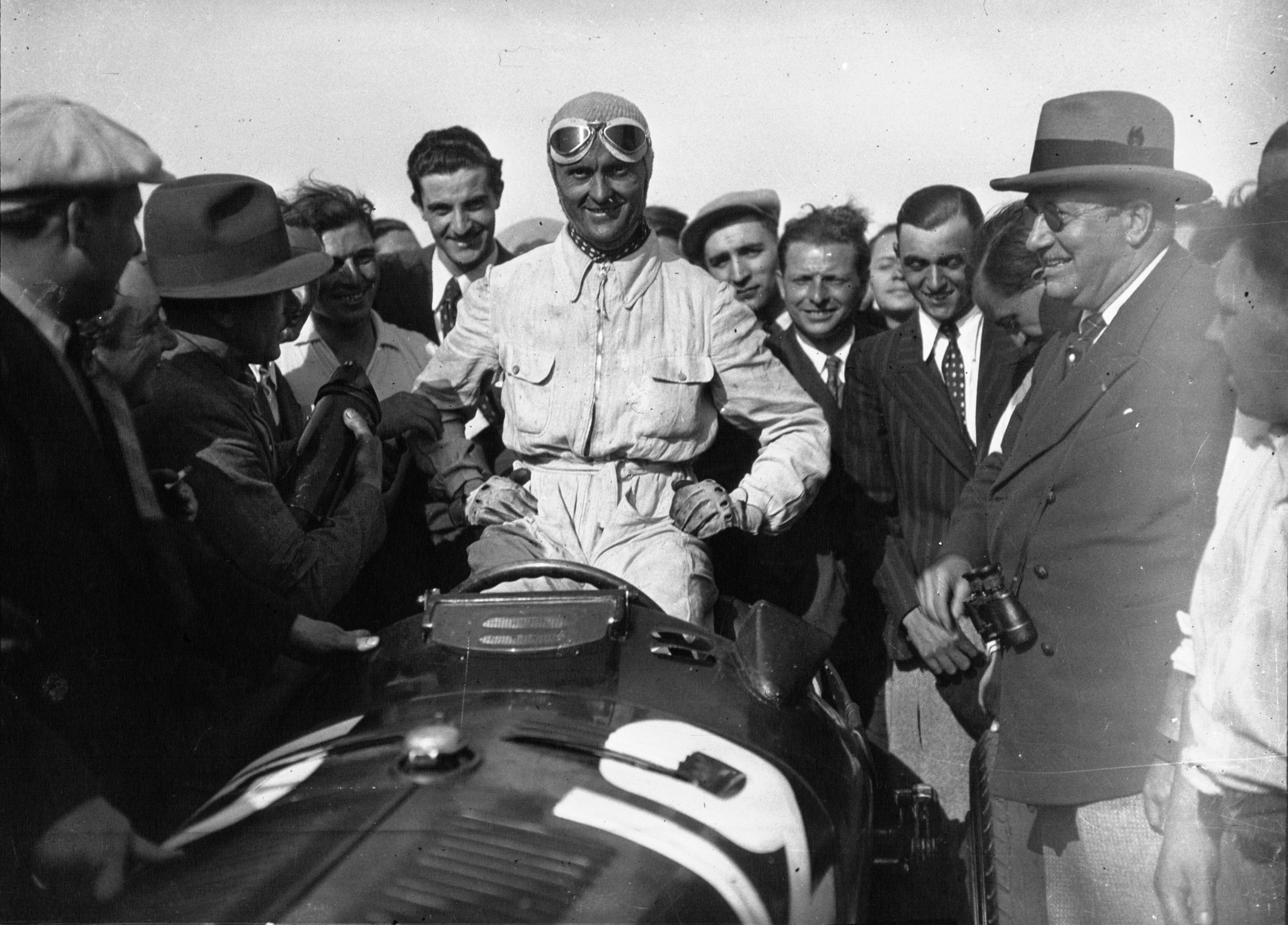
Луї Широн після перемоги у Гран-Прі Франції. 1934

Після війни повернувся в гонки у командах Talbot, Maserati, вигравши Гран-Прі Франції 1949. У рамках Формули-1 зайняв 3 місце у Монако (1950). У Монако в останній своїй гонці 56-річний Луї Широн на Lancia зайняв 6 місце, ставши найстарішим гонщиком Формули-1. У 1956 відійшов від участі в гонках, займаючись до кінця життя організацією Гран-Прі Монте-Карло і Раллі Монте Карло.